# Condado de Šibenik-Knin
O Condado de Šibenik-Knin (em croata: Šibensko-kninska županija) é um condado da Croácia. Sua capital é a cidade de Šibenik.

## Divisão administrativa
O Condado está dividido em 5 Cidades e 15 Municípios.
As cidades são:
- Drniš
- Knin
- Skradin
- Šibenik
- Vodice

As municípios são:
- Bilice
- Civljane
- Ervenik
- Kijevo
- Kistanje
- Promina
- Biskupija
- Pirovac
- Primošten
- Rogoznica
- Ružić
- Tribunj
- Tisno
- Murter-Kornati
- Unešić